# Thropton
Thropton est une paroisse civile et un hameau du Northumberland, en Angleterre. La population de la paroisse civile au recensement de 2011 était de 458 habitants.